# 2024-es Roland Garros
A 2024-es Roland Garros az év második tenisz Grand Slam-tornája, amelyet 123. alkalommal, 2024. május 26. és június 9. között rendeznek meg Párizsban. A selejtezőkre május 20-től került sor. A tornán bajnokot avatnak férfi és női egyesben és párosban, vegyes párosban, valamint junior fiú és lány kategóriákban egyesben és párosban. A versenyprogram része a kerekesszékesek versenye is.
A Roland Garros az egyetlen salakpályás Grand Slam-torna. Díjalapja 2024-ben 53 478 000 euró, amely 7,82%-kal magasabb a 2023. évi díjalapnál.
A cím védője férfi egyesben a szerb Novak Đoković, azonban a negyeddöntő előtt térdsérülése miatt visszalépett a versenytől. A győzelmet a spanyol Carlos Alcaraz szerezte meg, miután a döntőben 6–3, 2–6, 5–7, 6–1, 6–2 arányban győzött a német Alexander Zverev ellen. Női egyesben az előző két évben a lengyel Iga Świątek bizonyult a legjobbnak, és ezúttal is megvédte címét, miután a döntőben 6–2, 6–1 arányban legyőzte az olasz Jasmine Paolinit.
A magyar versenyzők közül a tornán ebben az évben világranglista-helyezése alapján a férfiaknál Fucsovics Márton és Marozsán Fábián indulhatott a főtáblán. A selejtezőből kísérelhette meg a feljutást Piros Zsombor és Valkusz Máté, de egyikőjük sem jutott túl az első körön. A főtáblán Fucsovics Márton az első körben, Marozsán Fábián a második körben búcsúzott a tornától. A nőknél világranglista-helyezése alapján négy magyar indulhatott a selejtezőben: Bondár Anna, Udvardy Panna, Gálfi Dalma és Babos Tímea, közülük az első három kiemeltként. Bondár Anna nem jutott túl az első körön, Babos Tímea a második körben esett ki, míg Gálfi Dalma és Udvardy Panna a selejtező harmadik körében vereséget szenvedett, de „szerencsés vesztesként” mindketten felkerültek a főtáblára, azonban mindketten az első körben búcsúztak a versenytől.

## Világranglistapontok
| Esemény      | Győztes | Döntős | Elődöntősök | Negyeddöntősök | 16 között | 32 között | 64 között | 128 között |
| Férfi egyéni | 2000    | 1200   | 720         | 360            | 180       | 90        | 45        | 10         |
| Férfi páros  | 1000    | 600    | 360         | 180            | 90        | 0         | —         | —          |
| Női egyéni   | 2000    | 1300   | 780         | 430            | 240       | 130       | 70        | 10         |
| Női páros    | 1000    | 650    | 390         | 215            | 120       | 10        | —         | —          |

## Pénzdíjazás
A torna összdíjazása 2024-ben 53 478 000 euró, amely 7,8%-kal magasabb a 2023. évi díjalapnál. A férfi és a női egyéni győztesnek fejenként 2 400 000 euró jár.
| Esemény                     | Győztes     | Döntős      | Elődöntősök | Negyeddöntősök | 16 között | 32 között | 64 között | 128 között | Q3       | Q2       | Q1       |
| Egyéni                      | 2 400 000 € | 1 200 000 € | 650 000 €   | 415 000 €      | 250 000 € | 158 000 € | 110 000 € | 73 000 €   | 41 000 € | 28 000 € | 20 000 € |
| Páros (csapatonként)        | 590 000 €   | 295 000 €   | 148 000 €   | 80 000 €       | 43 500 €  | 27 500 €  | 17 500 €  | –          | –        | –        | –        |
| Vegyes páros (csapatonként) | 122 000 €   | 61 000 €    | 31 000 €    | 17 500 €       | 10 000 €  | 5000 €    | –         | –          | –        | –        | –        |

## Eredmények

### Férfi egyes
- Carlos Alcaraz– Alexander Zverev 6–3, 2–6, 5–7, 6–1, 6–2

### Női egyes
- Iga Świątek– Jasmine Paolini, 6–2, 6–1

### Férfi páros
- Marcelo Arévalo /  Mate Pavić– Simone Bolelli /  Andrea Vavassori, 7–5, 6–3

### Női páros
- Cori Gauff /  Kateřina Siniaková– Sara Errani /  Jasmine Paolini 7–6(5), 6–3

### Vegyes páros
- Laura Siegemund /  Édouard Roger-Vasselin– Desirae Krawczyk /  Neal Skupski, 6–4, 7–5

Juniorok

### Fiú egyéni
- Kaylan Bigun– Tomasz Berkieta, 4–6, 3–6, 6–3

### Lány egyéni
- Tereza Valentová– Laura Samson,  6–3, 7–6(0)

### Fiú páros
- Nicolai Budkov Kjær /  Joel Schwärzler– Federico Cinà /  Rei Sakamoto 6–4, 7–6(3)

### Lány páros
- Renáta Jamrichová /  Tereza Valentová– Tyra Caterina Grant /  Iva Jovic, 6–4, 6–4